# パイナップルせんぱい
『パイナップルせんぱい』は、ロックバンド・ヤバイTシャツ屋さんのメジャー2枚目（通算5枚目）のシングル。2017年9月20日にユニバーサルシグマよりリリースされた。

## 解説
前作からおよそ5か月半ぶりのシングルで、岡崎体育による『ハッピーウェディング前ソング』のMixを含め、全4曲収録している。シングルのタイトルの由来は、バンド名の名付け親でもある“パイナップル先輩”と呼ばれていたこやまの先輩の名前となっている。
通常盤と初回限定盤の2形態でリリースされている。初回限定盤には、『ヤバイＴシャツ屋さんのパイナップルツアー』のDVDが付属しており、沖縄県名護市にあるナゴパイナップルパークで遊ぶメンバーの姿だけを収録している。通常盤、初回限定盤共にパッケージはデジパック仕様となっている。

## 収録曲
全作詞・作曲：こやまたくや
1. ハッピーウェディング前ソング
2020年8月15日、YouTuberの水溜りボンドが6年間続けた毎日投稿を終了すると宣言し、特別に歌詞を変更した「ハッピー毎日投稿終了前ソング」のMVを公開した。MVには、ゆかりのあるYouTuberが多く出演した[6]。
2. 眠いオブザイヤー受賞
前作「どうぶつえんツアー」収録の「寝んでもいける」のアンサーソングとなっている[3]。
3. とりあえず噛む
ロッテ「キシリトールガム」20周年プロジェクトソング[4]。
4. ハッピーウェディング前ソング（岡崎体育 remix）